# Heterelmis glaber
Heterelmis glaber is een keversoort uit de familie beekkevers (Elmidae). De wetenschappelijke naam van de soort werd in 1870 gepubliceerd door George Henry Horn.